# Dôme (Charleroi)
Pour les articles homonymes, voir Dôme.
Ne doit pas être confondu avec Dôme (Ostende).
Le Dôme,, anciennement RTL Spiroudome, officiellement Palais des sports du Pays de Charleroi, est une salle polyvalente, essentiellement utilisée en tant que complexe sportif, située à Charleroi en Belgique. C'est la salle du Spirou basket. 

## Carte d'identité
Inauguration : 2002

Capacité : 6 300 places

Dont :
- Loges : 16 loges pour 10 personnes
- Business seats : 700

## Historique

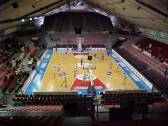
La Coupole

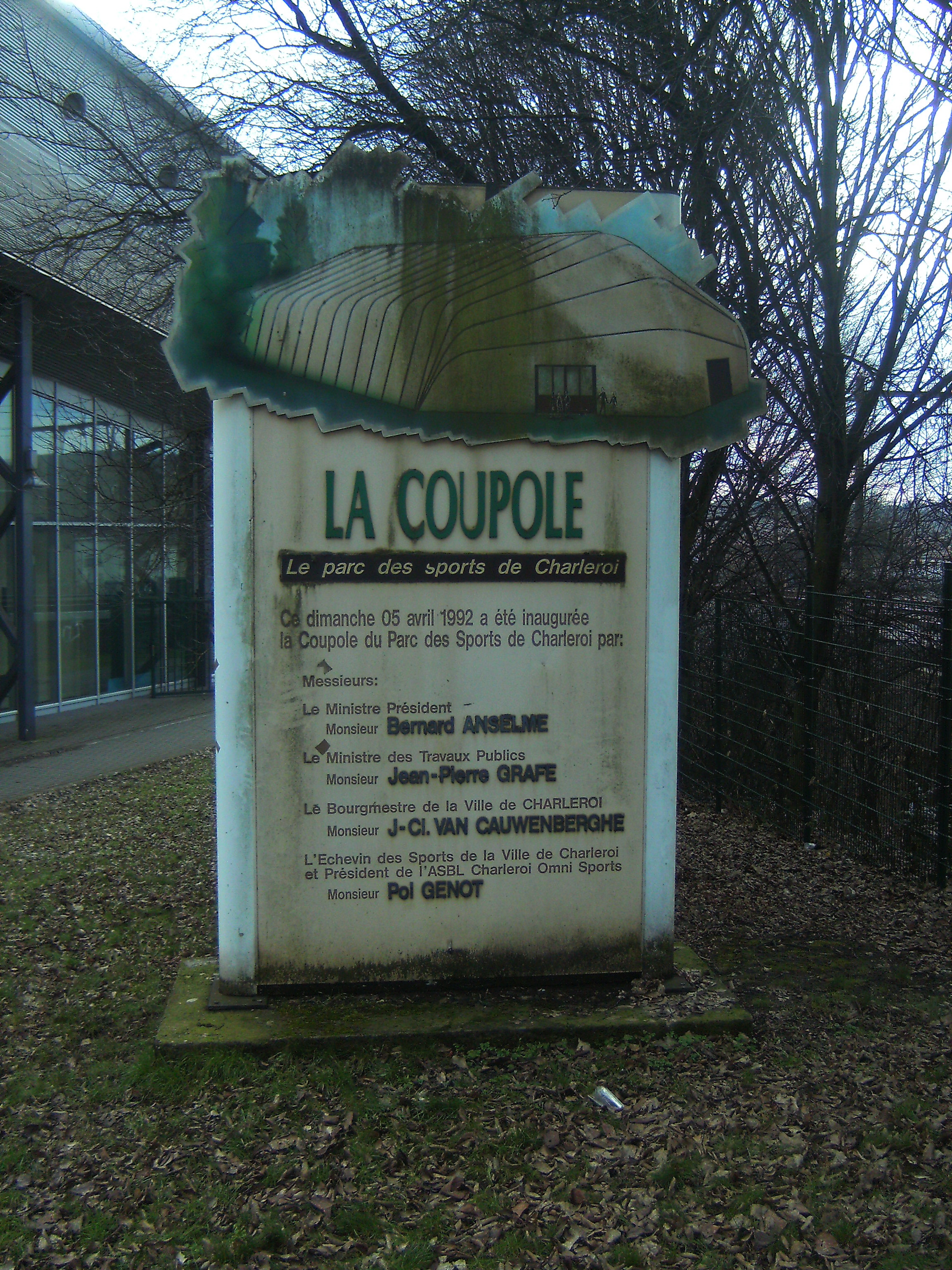
Plaque commémorative de l'inauguration de la Coupole (Parc des sports de Charleroi) le dimanche 5 avril 1992.

Le 5 avril 1992, la salle dénommée La Coupole est inaugurée. Initialement prévue pour accueillir l'académie de tennis Nick Bollettieri, projet qui tourna court, elle sera jugée trop petite, en particulier pour l'ambition des nouveaux occupants, le Spirou Basket Club. Elle est remplacée en 2002 par le Palais des sports du Pays de Charleroi à vocation polyvalente.
La structure en dur du nouveau bâtiment a été construite au-dessus de l'ancienne Coupole, permettant ainsi aux Spirou de terminer la saison sans encombre et sans ralentir les travaux.
En 2004, l'Union des Ligues Européennes de Basket-ball décide d'y organiser la finale de la Coupe ULEB pour les trois années à venir, contrat qui sera reconduit pour la saison 2007. Charleroi et son Spiroudome perdent alors l'organisation de cette finale en raison de l'adoption d'un système de final four. En 2013, l'Euroleague ayant fait marche arrière, l'organisation de la finale de l'Eurocup revient à nouveau à Charleroi. Le contrat est également signé pour la finale de 2014.
Les 16 et 17 septembre 2006, le Spiroudome a accueilli la finale de la Fed Cup opposant la Belgique à l'Italie, remportée par cette dernière.
En 2007, l'Euro de volley-ball est organisé par la Belgique et par le Luxembourg, le Spiroudome de Charleroi accueille avec le Sporthal Alverberg d'Hasselt les matchs de phases de pool et Luxembourg accueille la phase finale, le Spiroudome a accueilli les groupes A, C et E.
Le Spiroudome a accueilli à plusieurs reprises le concours Miss Belgique, diffusé à la télévision.
En 2015, la salle accueille la finale retour de l'Eurocoupe féminine opposant les Castors Braine à l'ESBVA-LM. L'équipe belge a remporté le match aller dans la salle française du Palacium sur le score de 64 à 68. Mais l'équipe française de Villeneuve d'Ascq a remporté le match retour sur le score de 53 à 73, remportant ainsi l'Eurocoupe.

## Détails
La salle s'inspire des stadiums américains. Le spectacle est de mise, notamment lors des matches du Spirou Basket : le public a droit à trois heures de spectacle, avec un avant et un après match dans un restaurant, des pauses occupées par la venue de cheerleaders, etc.